# نشاط الإنترنت خلال احتجاجات الانتخابات الإيرانية لعام 2009
لقد كان لـ نشاط الإنترنت وتحديدًا الشبكات الاجتماعية دور فعال في تنظيم العديد من احتجاجات الانتخابات الإيرانية في عام 2009. حيث كان يتم تحميل صور وفيديوهات الهواة على مواقع الإنترنت، كما كانت مواقع تويتر وفيس بوك والمدونات تمثل الأماكن التي يلجأ إليها المحتجون لجمع وتبادل المعلومات. كذلك، تم استخدام موقع تويتر لتنظيم الاحتجاجات.

## استخدام شبكات التواصل الاجتماعي
لقد عمل تويتر، على وجه الخصوص، كموقع رئيسي ومركزي للتجمعات أثناء الاحتجاجات.
وقد حثت وزارة الخارجية الأمريكية الشركة على تأجيل عملية ترقية الشبكة التي كانت مقررة، والتي على إثرها ستصبح الخدمة غير متصلة لفترة وجيزة. وقد أخر تويتر عملية ترقية الشبكة من منتصف الليل بالتوقيت الأمريكي/الصباح بالتوقيت الإيراني إلى فترة الظهيرة بالتوقيت الأمريكي/منتصف الليل بالتوقيت الإيراني، وذلك «نظرًا لأن الأحداث في إيران كانت مرتبطة بشكل مباشر بالأهمية المتزايدة لتويتر باعتبارها شبكة اتصالات ومعلومات مهمة»، غير أنه في نفس الوقت، نفى الموقع قدرة وزارة الخارجية على «الوصول لعملية اتخاذ القرار لدينا». وبهذا أصبحت مواقع شبكات التواصل الاجتماعي المصدر الرئيسي للحصول على المعلومات والفيديوهات والشهادات الخاصة بالاحتجاجات. ولقد حصلت وكالات الأنباء الكبرى، مثل سي إن إن وبي بي سي نيوز، على الكثير من معلوماتها من خلال استخدام التغريدات التي ينشرها مستخدمو تويتر وتصنيفها، إلى جانب مقاطع الفيديو المحملة على موقع اليوتيوب (YouTube). إن استخدام شبكات التواصل الاجتماعي أصبح مهمًا بالنسبة للتقارير الواردة من إيران، وذلك بدرجة كانت كافية لتجعل رئيس وزراء بريطانيا جوردون براون يذكر أن الطريقة التي من خلالها أضفى الإنترنت طابع الديمقراطية على وسائل الاتصال قد غيرت إلى الأبد الطريقة التي يتم بها تنفيذ السياسة الأجنبية حتى أنه أشار إلى أن شبكات التواصل الاجتماعي المستندة إلى الويب قد حالت دون حدوث إبادة جماعية في رواندا.
وفي نفس الوقت، لا توافق العديد من التقارير على فكرة أن تويتر لعب دورًا محوريًا في الاحتجاجات.
في هذا الإطار، أشارت مجلة ذا إيكونوميست أن مؤشر الارتباط الخاص بـ انتخابات إيران (IranElection) على تويتر قد انهالت عليه الكثير من رسائل الدعم من الأمريكيين والبريطانيين، وبالتالي أدى ذلك إلى «أن يكون الموقع عديم الفائدة تقريبًا كمصدر للمعلومات، وهو الهدف الذي طالما سعت إليه الحكومة الإيرانية ولكنها فشلت». وقد أكدت مجلة ذا إيكونوميست أن معظم مصادر المعلومات الأكثر شمولًا والواردة بالإنجليزية قد تم الحصول عليه من قِبل المدونين الذين نقبوا عن المعلومات القيمة من بين الكم الهائل من المعلومات، ومن بينهم نختص بالذكر نيكو بيتني من هافينغتون بوست وأندرو سوليفان من ذا أتلانتيك وروبرت ماكي من نيويورك تايمز. وأظهرت دراسة أجرتها شركة تحليلات وسائل الإعلام الاجتماعية سيسوم (Sysomos) أنه من بين 65 مليون شخص، يوجد فقط حوالي 19235 مستخدمًا لتويتر يكشفون عن موقعهم بأنهم في إيران.

## نشاط الإنترنت وأنشطة الاختراق

### هجمات حجب الخدمة الموزعة (DDoS)
تبادل أنصار موسوي، من خلال مواقع الشبكة الاجتماعية، البرامج النصية لشن هجمات حجب الخدمة الموزعة (DDoS) ضد موقع أحمدي نجاد. وقد تم الإبلاغ عن دعم المواطنين البريطانيين لهجمات حجب الخدمة الموزعة ضد الرئيس أحمدي نجاد من خلال توفير البرامج لشن تلك الهجمات. كذلك، اتجه العديد من النشطاء المعادين لأحمدي نجاد إلى مهاجمة موقعه الإلكتروني وكذا موقع الحكومة. وظل تأثير تلك الهجمات غير واضح المعالم. وكان في بعض الأحيان، يتعذر الوصول للموقع الرسمي للحكومة (ahmedinejad.ir).

### موقع أنينموس إيران (Anonymous Iran)

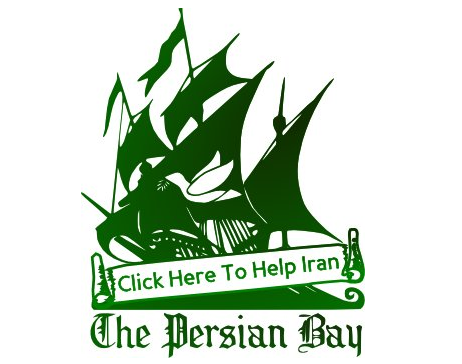
الصفحة الرئيسية الخاصة بمجموعة ذا بايرت باي (The Pirate Bay) في 20 يونيو 2009؛ وقد بقيت لعدة أيام تحمل تسمية جديدة تضامنًا مع هذه الحملة، حيث تعاونت مجموعة أنينموس مع مجموعة ذا بايرت باي (TPB) لإطلاق الموقع الإلكتروني أنينموس إيران (Anonymous Iran).

أنشأت مجموعة أنينموس، جنبًا إلى جنب مع مجموعة ذا بايرت باي، موقعًا لدعم حزب الخضر الإيراني أنينموس إيران (Anonymous Iran) أثناء الاحتجاجات. ويوفر الموقع، الذي اجتذب ما يزيد عن 22000 مؤيد من جميع أنحاء العالم، العديد من الأدوات للتهرب من الرقابة على الإنترنت التابعة لنظام الحكم الإيراني؛ وبهذا يوفر الموقع المصادر السرية والدعم للإيرانيين الذين يحتجون بشكل مباشر. وقد نشرت مجموعة أنينموس مقطع فيديو قصير عن إيران فضلًا عن نشر رسالة إلى الحكومة الإيرانية والبيانات الرسمية التي تكشف فيها مجموعة أنينموس عن أسبابها وراء دعم الاحتجاجات.
وإلى جانب توفير الدعم والموارد، يعرض الموقع كذلك تقريرًا يوميًا حول الأحداث الجارية في إيران كتبه الصحفي الذي يعمل بشكل مستقل جوش شهريار يُطلق عليه اسم موجز الخضر.

### هايستاك
في 4 يوليو، أعلن أحد خبراء تقنية المعلومات يُدعى أوستين هيب جنبًا إلى جنب مع دانيال كولاسكوني عن استعدادهما لإطلاق برنامج هايستاك (Haystack)، والذي من المفترض أن يعمل كبرنامج صُمم خصيصًا للتهرب من آليات الرقابة والرصد على الإنترنت التابعة للسلطات الإيرانية، والسماح للشعب الإيراني بالوصول إلى الإنترنت الذي لم يتم تصفيته.
ولقد تم الشروع في اختبار البرنامج بمساعدة جهات متعاونة من إيران، وتواصلت كذلك عملية تطويره لدعم شبكة الخوادم وسياسة الأمان الخاصة بها.
هذا وقد تبرعت مجموعة الدفاع العالمية أفاز دوت أورج (Avaaz.org) بمبلغ 15000 دولار أمريكي لهذا المشروع الجاري.
ومع ذلك، أظهرت المراجعات المستقلة أن البرنامج كان غير آمن بشكل خطير. يشار إلى أن هذا البرنامج لم يفشل فحسب في فك الشفرة بطريقة صحيحة، بل إنه كذلك كان من الممكن أن يكشف عن هويات المستخدمين ومواقعهم. وفي إطار ذلك، انتقد الناشط الرقمي داني أوبراين بطريقة علنية برنامج هايستاك، نظرًا لأنه يجعل مستخدميه عرضة للاستهداف. كذلك، نصحت مؤسسة الحدود الإلكترونية (Electronic Frontier Foundation) جميع مستخدمي هايستاك التوقف عن استخدامه.
لقد ظهر بعض النقاد إثر الضجة التي نشأت في فترة الإعلان عن البرنامج، في ظل قبول الحكومة والإعلام لكافة المطالبات ظاهريًا.
وقد أدى الكشف عن القضايا الأمنية التي تكتنف برنامج هايستاك إلى قيام المبرمج الأساسي له، دان كولاسكوني، بتقديم استقالته، كما أدى ذلك في نهاية المطاف إلى الإعلان الصادر في سبتمبر عام 2010 والقاضي بسحب البرنامج بسبب المخاوف الأمنية.

## ويب كومكس
لقد تم إنشاء موقع للقصص المصورة عبر الويب، أطلق عيه اسم موقع برسبوليس 2.0 (Persepolis 2.0) في عام 2009 بواسطة فنانين إيرانيي المولد، وهما بايمان وسينا، حيث تمثلت مواضيع تلك القصص في إعادة انتخابات الرئيس الإيراني المحافظ أحمدي نجاد والاضطرابات الاجتماعية التي تبعتها. وتستخدم الرواية المواد الرسومية المنشورة سابقًا التي رسمتها مرجان ساترابي من الرواية الرسومية الأصلية برسبوليس (Perspolis)، والتي تصل حتى عشر صفحات.
وفي مقابلة مع وكالة فرانس برس، ذكر الكاتب الذي ورد باسم مستعار قائلًا «تصف صور مرجان الأحداث التي جرت منذ 30 عامًا، إلا أنها في الوقت ذاته تعكس الأحداث التي جرت بعد الانتخابات أيضًا». ويعيش هذان الفنانان في شنغهاي في الصين، ولا يستخدمان سوى اسمي «بايمان» و«سينا».;
وفي رسالة بريد إلكتروني، قال سينا إن زوار الموقع الإلكتروني جاءوا من 120 دولة، ولقد كان الاستقبال «رائعًا»، كما أنه تلقى رسائل عبر البريد الإلكتروني من العديد من الأشخاص الذين يدعمون الإيرانيين.

## وصلات خارجية
- Anonymous Iran
- Spread Persepolis - The original site is defunct
- Online archive of the Persepolis 2.0 comic